# Montoy-Flanville
Montoy-Flanville est une ancienne commune française de la Moselle en région Grand Est. Elle est formée en 1812 par la réunion de deux anciennes communes du pays messin, Montoy et Flanville. Elle absorbe Lauvallières entre 1790 et 1794.
Depuis le 1er janvier 2017, Montoy-Flanville est devenue une commune déléguée au sein de la commune nouvelle d'Ogy-Montoy-Flanville. Le chef-lieu de la commune nouvelle est fixé sur l'ancienne commune.
Ses habitants sont appelés les Montévillois. 

## Géographie
La commune est la première sur la route nationale 3 en quittant Borny, le quartier à l’est de Metz, en direction de Courcelles-Chaussy.
Elle est composée à l’ouest lotissement du Cugnot daté des années 1970, des anciens villages de Montoy au centre et de Flanville à l’est ainsi que de la ZAC du Haut-Montois dite de la Planchette, une zone industrielle au sud du territoire de la commune, le long de la route nationale.
En haut de l’ancienne route nationale sinueuse, inutilisée depuis la modification du tracé en 1994, on a déplacé le dernier monument allemand de l’« allée des Morts » de Colombey. On y voit l’entrée de la zone industrielle de Metz-Borny, au nord l’écart de Lauvallières ; vers le nord-est le clocher de Noisseville et le « lion couché », un autre monument allemand de 1870 ; vers le sud l’ancien village de Colombey.
En redescendant la route, on tombe sur les vestiges des ruines de l’auberge « La Planchette » citée en 1817 par M. Viville. Le nom de l’auberge vient surement de son emplacement au fond de cette cuvette plutôt « glissante » où à l’époque un maréchal-ferrant s’occupait des chevaux. L’auberge a donné son nom à cet endroit proche du confluent du ruisseau traversant Flanville et Montoy et de celui de la Dame Jeanette de Coincy. Tous deux affluent dans le ruisseau de Vallières.
Depuis la route nationale 3, la route départementale 69 passe devant le Cugnot et rejoint Montoy un kilomètre plus loin dominé par son château récemment restauré. Plus bas dans le cœur du vieux village le lavoir de 1858, en remontant la nouvelle mairie puis en haut de côte le lotissement de la Chappe et l’école maternelle longée par un grand mur de pierre. La départementale fait « demi-tour » au bas du village pour remonter au nord-ouest entre Lauvallières et Noisseville.
En haut de Montoy une route continue vers l’est, à quelques centaines de mètres se trouve Flanville avec son château, son couvent, l’hôpital Saint-Laurent et un château d’eau. Une petite route redescend au sud et rejoint la route nationale à Saint-Agnan, écart d’Ogy, en passant par un petit bassin ; un chemin de terre au nord passe un pont au-dessus de l’autoroute A4 et rejoint Retonfey.

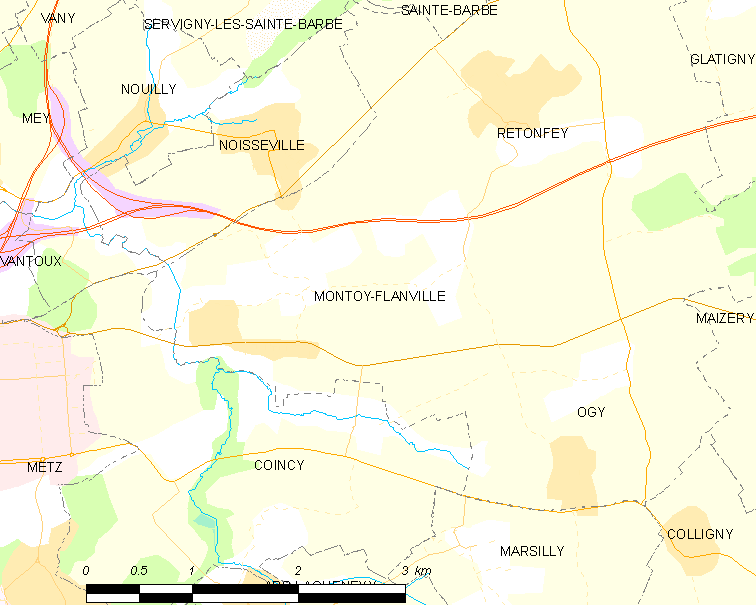
Carte de la commune.

## Toponymie
Le nom du village de Montoy est orthographié de diverses façons à travers les âges : Montoi (1250) ; Montois (1276) ; Montois (1635) ; Montoÿ (1662). En allemand : Montingen (1915–1918) ; Monten (1940–1944). En lorrain roman : Monteu.
Pour Flanville, on trouve : Fleinville (1242) ; Flauville (1404) ; Flainville (1662). En allemand : Flanheim (1915-1918 et 1940-1944). En lorrain roman : Fiauvelle.

## Histoire

### Histoire de Montoy
- Vestiges gallo-romains[Où ?].
- Montoy est un ancien domaine de l’évêché donné en fief aux patriciens de Metz.
- Dès le XIIIe siècle les chevaliers teutoniques créèrent à Montoy un hospice destiné à la bienfaisance.
- En 1495 le village est occupé par les troupes luxembourgeoises, et brûlé par Franz von Sickingen en août 1518.
- En 1514 Montoy appartient au Haut Chemin (Chronique de Jacomin Husson, p. 298).
- Au XVIe siècle il est un lieu de refuge des protestants de Metz ; en 1542 Guillaume Farel séjourne au château de la famille de Heu qui devient un haut lieu de la Réforme en pays messin grâce à une ordonnance royale de 1571 permettant l’exercice du culte réformé. En 1572 le roi confirme Montoy comme lieu de culte. Le temple de Montoy subsiste jusqu’à la révocation de l’édit de Nantes en 1685.
- Jean Manassé d'Orthe (1660-1731) est seigneur de Montoy  ; il se réfugie en Prusse après la révocation de l’édit de Nantes et il y embrasse la carrière militaire.
- La commune de Montoy est créée en 1793 et elle absorbe L'Eauvaliere (Lauvallières) entre 1790 et 1794.
- En 1844, Montoy-Haut compte 17 habitants et Montoy-Bas 12[4].

- Sobriquet : « Les jans de Monteu chien tot dreut. » (Les gens de Montoy chient tout debout). Ce vers, trivial et rustique rappelle le souvenir des épidémies des années 1712, 1766 et 1789 qui ont fort éprouvé la population. En argot moderne, un chie-tout-debout est un individu maigre et décharné qui tient à peine sur ses jambes.

### Histoire de Flanville
En 1514, Flanville était une seigneurie du Haut Chemin messin possédée par des familles messines. On ne connait pas grand chose de l’histoire du château.
Flanville est une commune créée comme Montoy en 1793, avec lequel elle fusionne en 1812. Elle a toujours dépendu de la paroisse de Saint-Agnan.
La population de Flanville est décimée par deux épidémies de choléra en 1832 et 1849. 
En 1844, Flanville, annexe de la mairie de Montoy, possède 120 individus pour 22 maisons. Il y a 204 ha de territoires productifs dont 16 en vignes.
En 1868, le docteur Legrand répertorie de nombreux cas de dysenteries, fièvres intermittentes et continues ainsi qu’une épidémie de fièvre typhoïde.
La veuve du docteur Legrand fonde l’hôpital Saint-Laurent de Flanville en 1891 où sont admis gratuitement les malades de Montoy et des villages alentour. Un couvent est également construit grâce à Mme Legrand pour les sœurs de la Toussaint de Strasbourg responsables de l'hôpital. L’hôpital soigne particulièrement les tuberculeux. L'établissement devient propriété de l’évêché de Metz en 1922 et fonctionne jusque 1950

### Histoire de Montoy-Flanville
- Un décret impérial de Slomensk du 21 août 1812 réunit Flanville à Montoy sous le nom Montoy-Flanville[6], en incluant Lauvallières et Petit-Montoy.
- Le village fit office de champ de bataille lors de la guerre franco-allemande le 31 août 1870.
- La maison des Vignerons située à côté du château rappelle le passé viticole du village. Ses coteaux abritaient plusieurs cépages. La production de vin montévillois se poursuit jusqu’au milieu du XXe siècle. En 1958, les 15 exploitants produisent près de 8 000 litres de vin avec 2 à 15 ares de vignobles chacun[5].
- Plus récemment[Quand ?], le lotissement du Cugnot, situé un kilomètre à l’ouest de Montoy, est une cité-dortoir pour la ville de Metz.
- La suppression des virages dangereux de la Planchette en 1994 permit de mettre au jour une portion de la voie romaine allant de Metz à Mayence.
- Montoy-Flacheville n’a pas d’église et en 2023 dépend de la Communauté de paroisses Notre-Dame du Chemin de l'Amitié[7]. Les églises les plus proches sont l'église de la Translation-de-Saint-Étienne[8] à Noisseville et l'église Saint-Agnan à Saint-Agnan.

## Héraldique
| Blason de Montoy-Flanville | Blason  | Fascé d'or et d'azur de huit pièces à trois billettes vairées du même en chef.                                                     |
| Blason de Montoy-Flanville | Détails | Par arrêté du 9 février 1948, la commune porte les armes de la famille Grongnat, des paraiges de Metz, qui possédait la seigneurie |

## Économie
En 2010, la commune possède 76 entreprises et 3 exploitations agricoles[réf. nécessaire].

### ZA de La Planchette
La zone artisanale de La Planchette située le long de la route nationale 3 est constituée d’une dizaine d’entreprises : matériel agricole, matériaux, Point P TP, casse automobile, station essence… La communauté de communes du Pays de Pange projette l’aménagement de 15 ha supplémentaire, d’un giratoire pour desservir la zone et réaménager l’accès au village de Coincy tout en apportant un peu plus de sécurité routière aux usagers de la route départementale 603. En effet l’urbanisation croissante des villages environnants (+ 17 % en 10 ans) et la densité du trafic (12 000 véhicules par jour) ont fait de la route de Sarrebruck un axe majeur de circulation. Le coût de la réalisation est estimé à 1,6 M€.

## Associations
- Association Sport Loisirs Culture ASLC : gym, tennis, théâtre, thé dansant.
- FC Montoy : équipe de football de la commune.
- Foyer rural : animation du village, gymnastique d’entretien, jogging, art floral, peinture sur soie, goûters des anciens.
- UNC : association des anciens combattants, tri des médicaments, manifestations.
- Le Comité des Fêtes : Regroupement de représentants des différentes associations et de la commune. Il est notamment à l'origine de la programmation culturelle des « cabarets du Vendredi », de l'organisation de la Fête du Village en début septembre, de l'organisation de la brocante et du marché de Noël de Montoy-Flanville.
- L'Association Circ'onférence : association ayant pour objet la création de projets culturels, avec l'organisation de stages de découverte des arts du cirque et du théâtre. L'association Circ'onférence est à l'origine de la création du FMR Festival de Montoy-Flanville, qui regroupa 1200 festivaliers pour sa première édition les 14 et 15 juin 2014.

### Le Périsoleil
La mairie de Montoy-Flanville et le CCAS ont mis en place, depuis septembre 1996, un accueil périscolaire. En 2011, sur les 150 enfants scolarisés à Montoy-Flanville, 85 %  d'entre eux utilisent les services de l'accueil périscolaire. Cette structure a été baptisée Périsoleil à la suite d'un vote mené auprès des enfants fréquentant l'accueil. Le logo du Périsoleil est également issu d'une production des enfants, lors d'un concours de dessins organisé par l'équipe d'animation.

## Politique et administration
| Période                                  | Période | Identité                          | Étiquette | Qualité |
| ---------------------------------------- | ------- | --------------------------------- | --------- | ------- |
| an VIII                                  | an XI   | Claude Philippe Alexandre Tinseau |           |         |
| an XI                                    |         | Jean Pallez                       |           |         |
| Les données manquantes sont à compléter. |         |                                   |           |         |

| Période                                  | Période       | Identité              | Étiquette | Qualité |
| ---------------------------------------- | ------------- | --------------------- | --------- | ------- |
| an VIII                                  |               | Pierre Brazy          |           |         |
| attesté en 1925                          |               | François Nicolas      |           |         |
| 1929                                     | 1939          | Lucien Moisson        |           |         |
| 1945                                     | 1955          | Marcel Clément        |           |         |
| 1955                                     | 1959          | Robert Girard         |           |         |
| 1959                                     | 1983          | Léon Moisson          |           |         |
| 1983                                     | mars 1995     | Jean-Pierre Lempereur |           |         |
| mars 1995                                | janvier 2002  | Jean-Louis Guir       | SE        |         |
| mars 2002                                | décembre 2016 | Éric Gulino           |           | Maire   |
| Les données manquantes sont à compléter. |               |                       |           |         |

## Démographie
Nombre de logements : 434[Quand ?].

### Évolution démographique
L'évolution du nombre d'habitants est connue à travers les recensements de la population effectués dans la commune depuis 1793. À partir du 1er janvier 2009, les populations légales des communes sont publiées annuellement dans le cadre d'un recensement qui repose désormais sur une collecte d'information annuelle, concernant successivement tous les territoires communaux au cours d'une période de cinq ans. 
Pour les communes de moins de 10 000 habitants, une enquête de recensement portant sur toute la population est réalisée tous les cinq ans, les populations légales des années intermédiaires étant quant à elles estimées par interpolation ou extrapolation. Pour la commune, le premier recensement exhaustif entrant dans le cadre du nouveau dispositif a été réalisé en 2005,.
En 2014, la commune comptait 1 150 habitants, en évolution de +1,14 % par rapport à 2009 (Moselle : +0,02 %, France hors Mayotte : +2,49 %).
| 1793 | 1800 | 1806 | 1821 | 1836 | 1841 | 1861 | 1866 | 1871 |
| ---- | ---- | ---- | ---- | ---- | ---- | ---- | ---- | ---- |
| 230  | 241  | 255  | 386  | 423  | 443  | 379  | 374  | 298  |

| 1875 | 1880 | 1885 | 1890 | 1895 | 1900 | 1905 | 1910 | 1921 |
| ---- | ---- | ---- | ---- | ---- | ---- | ---- | ---- | ---- |
| 319  | 315  | 320  | 326  | 322  | 296  | 278  | 275  | 242  |

| 1926 | 1931 | 1936 | 1946 | 1954 | 1962 | 1968 | 1975 | 1982 |
| ---- | ---- | ---- | ---- | ---- | ---- | ---- | ---- | ---- |
| 254  | 261  | 241  | 169  | 201  | 270  | 252  | 548  | 832  |

| 1990  | 1999  | 2005  | 2010  | 2014  | - | - | - | - |
| ----- | ----- | ----- | ----- | ----- | - | - | - | - |
| 1 043 | 1 162 | 1 195 | 1 115 | 1 150 | - | - | - | - |

### Pyramide des âges
La population de la commune est relativement jeune. Le taux de personnes d'un âge supérieur à 60 ans (12,6 %) est en effet inférieur au taux national (21,6 %) et au taux départemental (20,6 %).
Contrairement aux répartitions nationale et départementale, la population masculine de la commune est supérieure à la population féminine (50,5 % contre 48,4 % au niveau national et 49 % au niveau départemental).
La répartition de la population de la commune par tranches d'âge est, en 2007, la suivante :
- 50,5 % d’hommes (0 à 14 ans = 22 %, 15 à 29 ans = 17,1 %, 30 à 44 ans = 19,9 %, 45 à 59 ans = 28,3 %, plus de 60 ans = 12,8 %) ;
- 49,5 % de femmes (0 à 14 ans = 18,8 %, 15 à 29 ans = 18,4 %, 30 à 44 ans = 21,7 %, 45 à 59 ans = 28,6 %, plus de 60 ans = 12,6 %).

| Hommes | Classe d’âge | Femmes |
| ------ | ------------ | ------ |
| 0,2    | 90 ans ou +  | 0,0    |
| 1,3    | 75 à 89 ans  | 2,4    |
| 11,3   | 60 à 74 ans  | 10,2   |
| 28,3   | 45 à 59 ans  | 28,6   |
| 19,9   | 30 à 44 ans  | 21,7   |
| 17,1   | 15 à 29 ans  | 18,4   |
| 22,0   | 0 à 14 ans   | 18,8   |

| Hommes | Classe d’âge | Femmes |
| ------ | ------------ | ------ |
| 0,2    | 90 ans ou +  | 0,7    |
| 5,4    | 75 à 89 ans  | 8,6    |
| 12,6   | 60 à 74 ans  | 13,6   |
| 21,7   | 45 à 59 ans  | 21,3   |
| 21,7   | 30 à 44 ans  | 20,6   |
| 20,2   | 15 à 29 ans  | 18,4   |
| 18,3   | 0 à 14 ans   | 16,7   |

## Lieux et monuments
- Vestiges gallo-romains.
- Le château de Montoy ; chapelle castrale désaffectée.
- Le château de Flanville : récemment restauré, il a gardé son haut mur à créneaux et sa tour ronde. Les propriétaires ont été : la famille Lapointe, le comte Adolphe-Georges-Balthazard Lamberty (capitaine au 2e régiment de la garde royale), le baron de Joybert (jusqu’en 1849).
- L’hôpital Saint-Laurent de Flanville : il a été créé par l’épouse du docteur Legrand, un médecin réputé à Metz, en suivant ses dernières volontés. Selon son testament, cet hôpital devait accueillir gratuitement les malades des communes avoisinantes. La direction fut confiée aux sœurs de la Toussaint de Strasbourg. Il se spécialisa dans le soin de la tuberculose et cessa son activité en 1950. En plus de la pancarte « Hôpital Saint-Laurent », il reste encore l’ancien corbillard du XIXe conservé intact. Madame Legrand consacra également sa fortune à la restauration de l’église de Saint-Agnan.
- Le lavoir au milieu du village de Montoy, construit en 1826. Une deuxième auge servait à laver le linge exclusivement afin de garder la première propre pour abreuver les bestiaux. Une toiture datée du 25 mai 1838 couvre le lavoir.
- Le monument du 2e régiment hanséatique d’infanterie nº 76 : il a été déplacé de l’axe de l’allée de monument aux morts venant de Colombey et se trouve aujourd’hui un peu plus à l’est en haut de l’ancienne portion de la route nationale 3. C’est un obélisque de pierre dressée sur un socle, une croix de fer sculptée dans la pierre avec une branche de palmier et une couronne de lauriers. On lit : « Sont morts pour la patrie, 13 officiers, 31 sous-officiers et 205 hommes de troupe. » Puis suit la liste des batailles auxquelles prit part le régiment : Metz 4-9 septembre ; Toul 13 septembre ; Paris 22 octobre ; Loigny-Orléans 2 décembre ; Meug 7 décembre ; Beaugency-Cravant 8-10 décembre ; Frédéval 14 décembre ; Le Mans : 10-12 décembre 1870-1871.
- En 1999, la commune n’ayant pas de monument aux morts, le maire Jean-Louis Guir fait ériger une stèle en mémoire des cinq martyrs de la commune, morts à Oradour-sur-Glane le 10 juin 1944, en y associant toutes les victimes des guerres.
- École primaire Alphonse-Laveran. Elle est l'école primaire du village. Les élèves du village voisin de Coincy s'y rendent également, leur village étant dépourvu d'établissement scolaire. Collège de rattachement: collège Paul-Valéry à Metz.
- Espace culturel La Grange : salle proposant deux expositions par mois suivant des thématiques variées.

### Édifices religieux
- Commune sans église paroissiale[16]  : Montoy dépend de l'église de la Translation de Saint-Étienne de Noisseville et Flanville de l'église Saint-Agnan d'Ogy.
- Chapelle castrale du château de Montoy (désaffectée).

## Personnalités liées à la commune
- Guillaume Farel, réside au château de Montoy en 1542.
- Jean-François Pidancet (1795-1870), homme politique né à Montoy, député de la Moselle de 1845 à 1848.
- Marie Hyacinthe Célestin Jacotin (1844-1900), vétérinaire en 1er au 20e régiment d’artillerie, chevalier de la Légion d’honneur (1890), né à Montoy-Flanville[17].
- Antoine Isidore Pallez (1835-1895), militaire, médaille militaire (1865), chevalier de la Légion d’honneur (1880), né à Montoy-Flanville[18].
- Alphonse Laveran, prix Nobel de médecine 1907 pour avoir découvert dans le sang le parasite protozoaire responsable du paludisme, a vécu et s’est marié le 5 octobre 1885 à Montoy-Flanville avec Sophie Marie Pidancet, une habitante du village. Une exposition lui a été consacrée de février à mai 2007 à l’occasion du centième anniversaire du prix Nobel. L'école primaire du village porte son nom.